# Elferköpfl

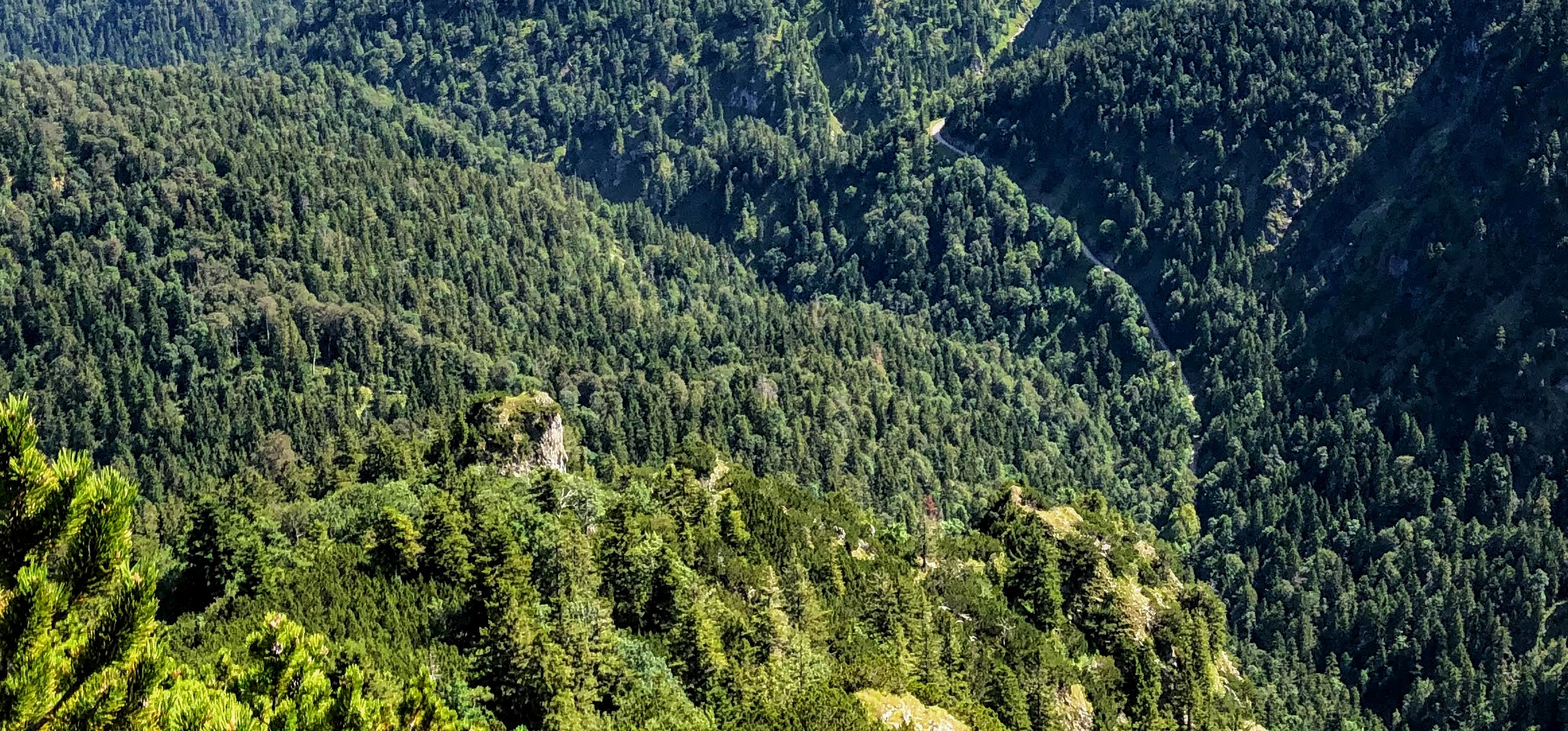
Elferköpfl

De Elferköpfl is een berg in de deelstaat Beieren, Duitsland. De berg heeft een hoogte van 1412 meter.
De Elferköpfl is onderdeel van het Estergebergte, dat weer deel uitmaakt van de Bayerische Voralpen.